# Dufrénoysit
Dufrénoysit ist ein selten vorkommendes Mineral aus der Mineralklasse der „Sulfide und Sulfosalze“ mit der chemischen Zusammensetzung Pb2As2S5 und damit chemisch gesehen ein Bleisulfarsenit.
Dufrénoysit kristallisiert im monoklinen Kristallsystem und entwickelt flächenreiche, längsgestreifte Kristalle mit tafeligem und selten auch nadeligem Habitus mit einem metallischen Glanz auf den Oberflächen. Das Mineral ist schwach durchscheinend bis undurchsichtig und von blei- bis stahlgrauer Farbe bei rötlichbrauner bis schokoladenbrauner Strichfarbe.

## Etymologie und Geschichte
Erstmals entdeckt wurde Dufrénoysit in der Grube Lengenbach im Binntal im Schweizer Kanton Wallis. Beschrieben wurde er 1845 durch Augustin Alexis Damour, der das Mineral nach dem französischen Geologen und Mineralogen Armand Dufrénoy benannte. Julius Berendes behandelte das Mineral 1864 in seiner Dissertation.
Da der Dufrénoysit bereits lange vor der Gründung der International Mineralogical Association (IMA) bekannt und als eigenständige Mineralart anerkannt war, wurde dies von ihrer Commission on New Minerals, Nomenclature and Classification (CNMNC) übernommen und bezeichnet den Dufrénoysit als sogenanntes „grandfathered“ (G) Mineral. Die seit 2021 ebenfalls von der IMA/CNMNC anerkannte Kurzbezeichnung (auch Mineral-Symbol) von Dufrénoysit lautet „Duf“.
Das Typmaterial des Minerals soll sich in der Mineralogischen Sammlung der Mines ParisTech (auch École nationale supérieure des mines de Paris; ENSM) befinden, wobei der Typmineral-Katalog der IMA den Zusatz „Not in the list of "type locality"“ (deutsch Nicht in der Liste der „Typlokalitäten“) aufweist.

## Klassifikation
In der veralteten 8. Auflage der Mineralsystematik nach Strunz gehörte der Dufrénoysit zur Mineralklasse der „Sulfide und Sulfosalze“ und dort zur Abteilung „Komplexe Sulfide (Sulfosalze)“, wo er zusammen mit Baumhauerit, Geokronit, Gratonit, Jordanit, Liveingit, Rathit-I, Rathit-III und Sartorit die „Sartorit-Jordanit-Gruppe (Bleiarsenspießglanze)“ mit der Systemnummer II/D.06 bildete.
In der zuletzt 2018 überarbeiteten Lapis-Systematik nach Stefan Weiß, die formal auf der alten Systematik von Karl Hugo Strunz in der 8. Auflage basiert, erhielt das Mineral die System- und Mineralnummer II/E.18-010. Dies entspricht ebenfalls der Abteilung „Sulfosalze (S : As,Sb,Bi = x)“, wo Dufrénoysit zusammen mit Veenit eine unbenannte Gruppe mit der Systemnummer II/E.18 bildet.
Die von der International Mineralogical Association (IMA) zuletzt 2009 aktualisierte 9. Auflage der Strunzschen Mineralsystematik ordnet den Dufrénoysit in die bereits feiner unterteilte Abteilung der „Sulfosalze mit SnS als Vorbild“ ein. Diese ist zudem weiter unterteilt nach den in der Verbindung vorherrschenden Metallen, so dass das Mineral entsprechend seiner Zusammensetzung in der Unterabteilung „Nur mit Blei (Pb)“ zu finden ist, wo es als Namensgeber die „Dufrénoysitgruppe“ mit der Systemnummer 2.HC.05d und den weiteren Mitgliedern Rathit, Rathit-IV und Veenit bildet.
In der vorwiegend im englischen Sprachraum gebräuchlichen Systematik der Minerale nach Dana hat Dufrénoysit die System- und Mineralnummer 03.05.09.03. Dies entspricht der Klasse der „Sulfide und Sulfosalze“ und dort der Abteilung der „Sulfosalze“. Hier ist er zusammen mit Cosalit und Veenit in der „Cosalitgruppe“ mit der Systemnummer 03.05.09 innerhalb der Unterabteilung der „Sulfosalze mit dem Verhältnis 2,5 < z/y < 3 und der Zusammensetzung (A+)i(A2+)j[ByCz], A = Metalle, B = Halbmetalle, C = Nichtmetalle“ zu finden.

## Kristallstruktur
Dufrénoysit kristallisiert monoklin in der Raumgruppe P21 (Raumgruppen-Nr. 4) mit den Gitterparametern a = 7,90 Å; b = 25,7 Å; c = 8,37 Å und β = 90,3° sowie 8 Formeleinheiten pro Elementarzelle.

## Bildung und Fundorte

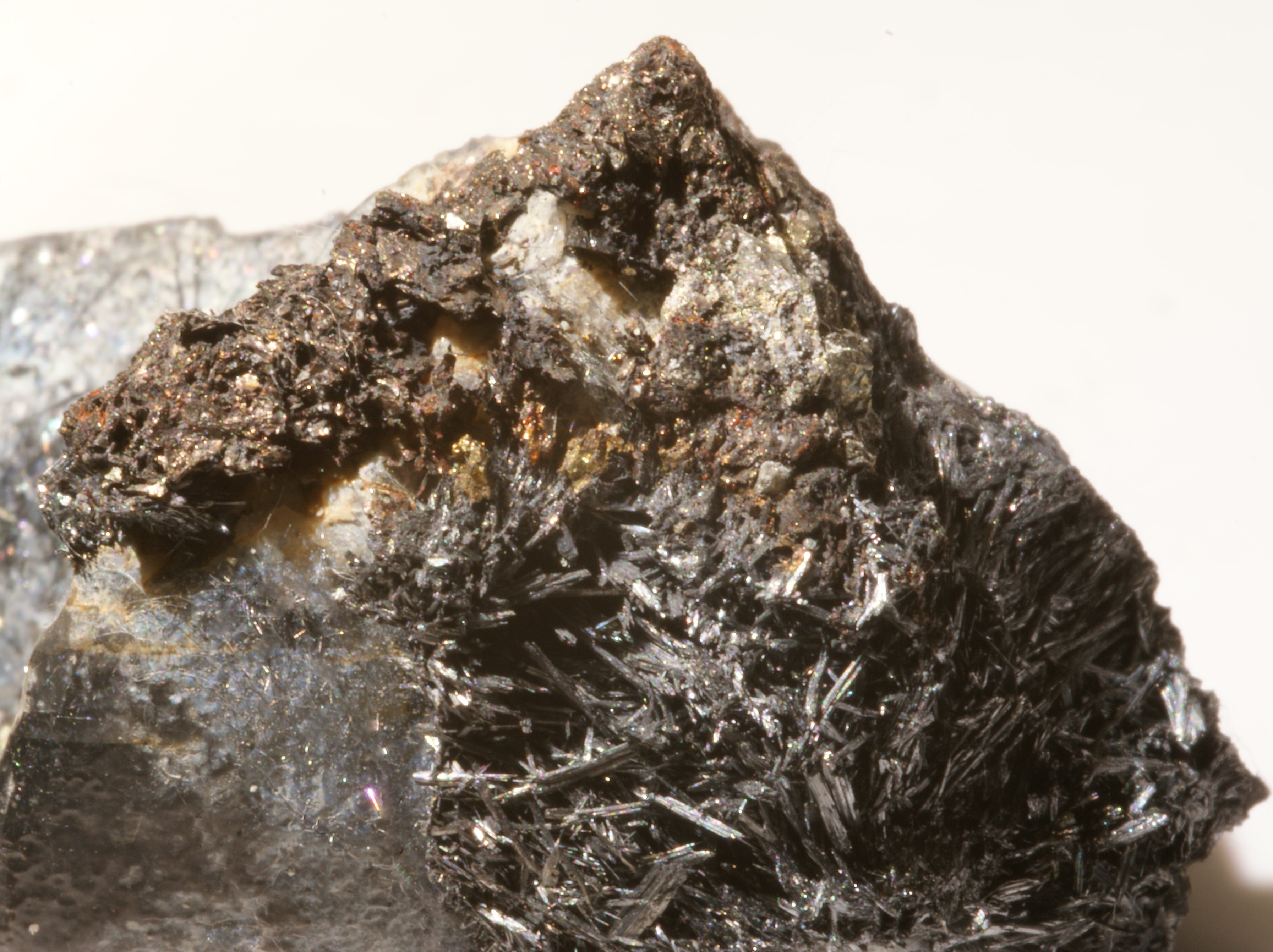
Nadeliger Dufrénoysit aus Batopilas, Andres del Rio, Chihuahua, Mexiko

Dufrénoysit bildet sich hydrothermal bei mittleren bis niedrigen Temperaturen in Dolomit. Begleitminerale sind unter anderem Chalkopyrit, Sphalerit, Realgar, Auripigment und Tetraedrit.
Als seltene Mineralbildung konnte Dufrénoysit bisher (Stand: 2012) nur an wenigen Fundorten nachgewiesen werden, als bekannt gelten rund 30 Fundorte. Neben seiner Typlokalität Lengenbach trat das Mineral in der Schweiz noch am Messerbach, Turtschi und Reckibach im Binntal auf.
Weitere Fundorte sind unter anderem die „Beltana Mine“ in South Australia, die Goldlagerstätten Shuiquan bei Lianshan in China und Hemlo bei Thunder Bay in Kanada, die „Tynagh Mine“ bei Killimor in Irland, Piano dei Camosci in der italienischen Gemeinde Formazza, die „Okoppe Mine“ im japanischen Landkreis Shimokita-gun auf Honshū, Batopilas im mexikanischen Bundesstaat Chihuahua, Mine Bay auf der Great Barrier Island Neuseelands, die „Bleikvassli Mine“ in der norwegischen Gemeinde Hemnes, Wheal Boys (Trewetha Mine) bei St. Endellion im englischen Cornwall sowie an verschiedenen Orten in mehreren Bundesstaaten der USA.